# NGC 2565
NGC 2565 ist eine Balken-Spiralgalaxie vom Hubble-Typ SBbc im Sternbild Krebs auf der Ekliptik. Sie ist schätzungsweise 157 Millionen Lichtjahre von der Milchstraße entfernt.
Das Objekt wurde im Jahr 1886 von J. Gerhard Lohse entdeckt.